# Brighter Day
Brighter Day – trzydziesty album studyjny Sizzli, jamajskiego wykonawcy muzyki reggae i dancehall.
Płyta została wydana 8 marca 2004 roku przez niemiecką wytwórnię Kingston Records. Produkcją nagrań zajęli się Kemar "Flava" McGregor oraz Ingo Kleinhammer.

## Lista utworów
1. "Murderer"
2. "One Day"
3. "Different Side To Sizzla"
4. "Brighter Day"
5. "Jah Knows"
6. "Burn It Down"
7. "Rastafari Teaching"
8. "Free Up the Prisoners" feat. Turbulence
9. "Love Find Respect"
10. "Don't Be Ashamed"
11. "Sexual Appeal"
12. "Dig It Out"
13. "Nuff Girls"
14. "Dangerous"
15. "Love Up" feat. Vybz Kartel